# Халіцин
Халіцин (SU-3327) — хімічна сполука, інгібітор ферменту c-Jun N-термінальної кінази (JNK). Халіцин був створений як фармацевтичний препарат для лікування діабету, але його розробка і впровадження не були завершені через погані результати клінічних випробовувань.
Згодом, у 2020 році, дослідники штучного інтелекту, мікробіологи та біохіміки з MIT, використовуючи метод глибокого навчання in silico, ідентифікували галіцин як вірогідний антибіотик широкого спектру дії. Ефективність знайденої алгоритмом сполуки була підтверджена біохімічно та фармакологічно тестами на клітинних культурах in vitro, а також у мишах in vivo. Халіцин є ефективним проти бактерій резистетних до інших типів антибіотиків, в тому числі Clostridiodes difficile, Acinetobacter baumannii та Mycobacterium tuberculosis. Було знайдено, що халіцин вбиває бактерії у незвичний спосіб, що включає секвестрацію заліза всередині бактеріальних клітин. Це призводить до порушення механізмів регуляції градієнту рН на клітинній мембрані. Завдяки цьому галіцин ефективно вбиває пан-резистентні патогенні бактерії, що є стійкими до всіх відомих антибіотиків.
Попередні дослідження вказують на те, що галіцин вбиває бактерії, порушуючи їх здатність підтримувати електрохімічний градієнт через мембрани їх клітин. Цей градієнт необхідний, поміж іншого, для біосинтезу АТФ (молекул, які клітини використовують для накопичення енергії), тому, якщо градієнт руйнується, клітини гинуть. Є підстави вважати, що для бактерій буде надзвичайно важко знайти механізм резистентності до халіцину.